# Saint-Vincent-sur-l'Isle
Saint-Vincent-sur-l'Isle är en kommun i departementet Dordogne i regionen Nouvelle-Aquitaine i sydvästra Frankrike. Kommunen ligger i kantonen Savignac-les-Églises som tillhör arrondissementet Périgueux. År 2022 hade Saint-Vincent-sur-l'Isle 309 invånare.

## Befolkningsutveckling
Antalet invånare i kommunen Saint-Vincent-sur-l'Isle
Referens:INSEE